# Leclercqia uncinata

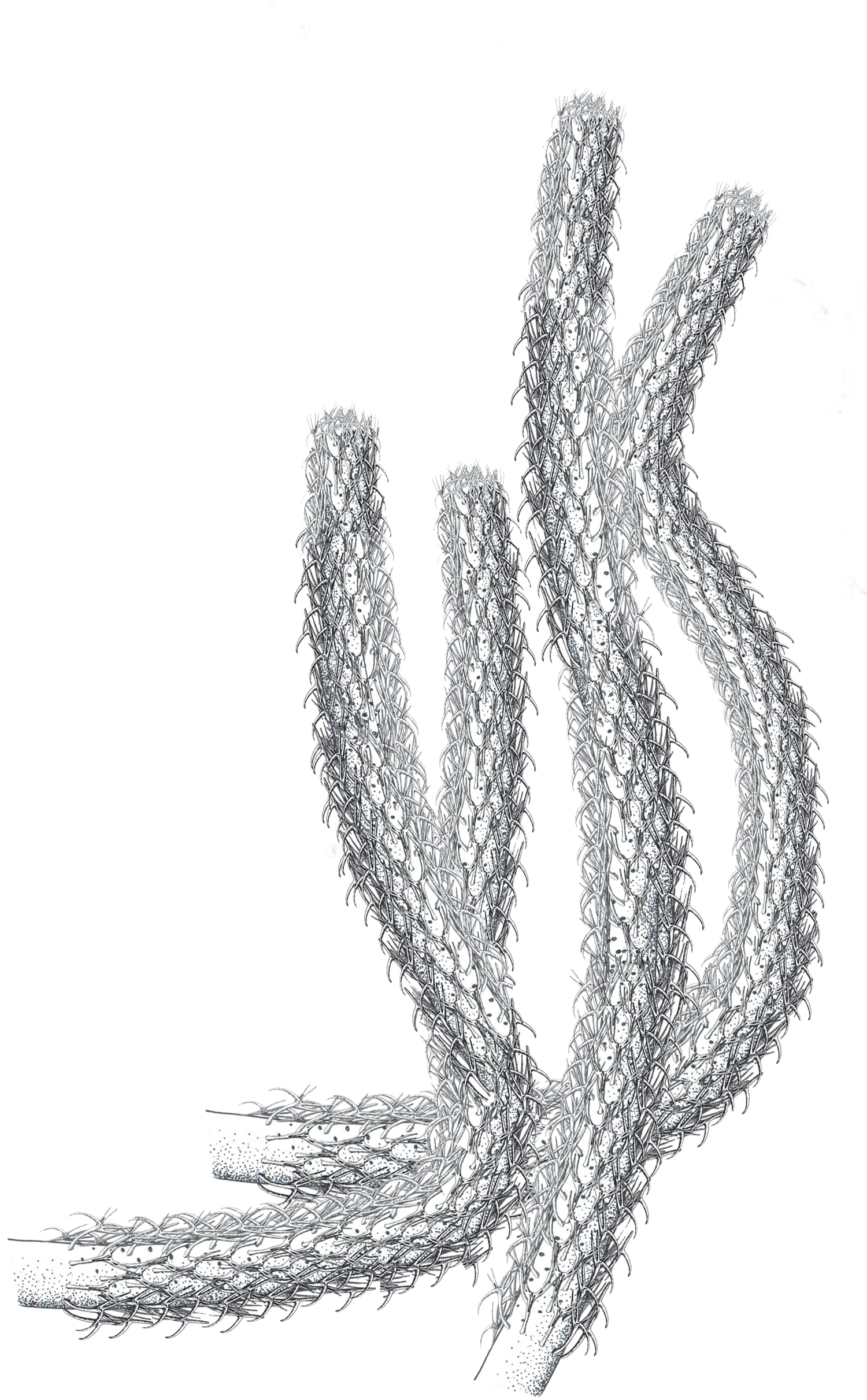
Porte general de la especie.

Leclercqia uncinata Xu, Berry, Wang et Marshall, 2011 es una especie extinta de licofitas descrita a partir de sus restos fósiles aparecidos en sedimentos del periodo Givetiense del Devónico Medio en Xinjiang, China. Toma su nombre genérico de la paleobotánica belga Suzanne Leclercq y su epíteto específico, uncinata, significa con ganchos. De porte herbáceo morfológicamente era similar a una licófita actual con un delgado eje con micrófilos insertados helicoidalmente. La morfología de estos micrófilos, con un garcho terminal, es la característica más destacable de la especie y ha llegado a plantearse la posibilidad de que L. uncinata fuera una planta de porte trepador. La presencia de esporangios asociados a los micrófilos permite establecer una relación entre esta especie y el resto de las de su género con Lepidodendron.

## Morfología
Como el resto de las especies de su género las principales características de Leclercqia uncinata es la morfología de sus micrófilos y la presencia de esporangios. Este vegetal tenía porte herbáceo con tallos estrechos de un grosor variable entre los 1,6 y los 2,6 mm y al menos 70 mm de longitud que es el tamaño de los mayores restos observados. Estos tallos se encuentran divididos isodicótomamente o anisodicótomamente con ángulos variables de entre 15° y 45° y se desconoce cómo era su sistema radicular o su unión al sustrato. Alrededor del tallo se insertaban los micrófilos helicoidalmente  en un número de entre 8 y 10 por vuelta. 
Los micrófilos de L. uncinata compartían las características del resto de especies de Leclercqia. Tenían aproximadamente 2,1 mm de longitud y hasta 0,4 de anchura. Morfológicamente los micrófilos estaban formados por una sección basal de entre 1.6 y 3.3 mm de longitud que se divide en su punto medio en tres secciones, un segmento central acuminado de 2.4 a 3.4 mm de longitud que se curvaba abaxialmente y dos segmentos laterales, uno a cada lado de la lámina, que a su vez se dividen en dos o tres láminas de entre 1.2 y 1.7 mm. Aunque no se han observado en esta especie la epidermis de los micrófilos de otros Leclercqia presentan estomas muy dispersos y hundidos.
Asociados a la cara adaxial de los micrófilos se encuentran los esporangios asociados en zonas discretas del tallo alternadas por secciones de micrófilos estériles. Los esporangios son característicamente ovados a fusiformes con longitudes de entre 1,3 y 1,5 mm de longitud y anchuras de entre 0,6 a 0,9 mm. Se unían al microfilo mediante un segmento de tejido corto próximo a la unión del microfilo al tallo. La dehiscencia se producía por el borde paralelo al eje del microfilo de forma que se abrirían en dos valvas. 
No se ha observado la presencia de megasporangios en esta especie ni en ninguna de sus afines por lo que se considera que era homospórea. Sus esporas han sido identificadas como pertenecientes a la palinoestecie Acinosporitis lindlarensis, muy usual en el registro del Devónico. Estas esporas eran triletas subtriangulares y ornamentadas con entre 40 y 50 μm de diámetro. La principal característica de las esporas es la presencia en su zona ecuatorial de estructuras espinosas de 3 a 4 μm.
Los restos fósiles disponibles no permiten la observación de la estructura interna de los tallos por lo que sólo puede deducirse en relación con la de Leclercqia complexa. De este modo sus micrófilos debían poseer un cilindro vascular del tipo actinostela exarca que no irrigaba a los segmentos terminales y similar al que poseía Protolepidodendron. El xilema de micrófilos y tallo estaba formado por un entre 14 y 18 haces de protoxilema con traqueidas anulares y helicoidales y un metaxilema con traqueidas escaleriformes con punteaduras uni a multiseriadas de morfología elongada.

## Distribución y ecología
Se considera que esta especie podía mantener su posición erecta gracias a la estructura de su tallo y que mantendría su independencia del agua al no necesitar de la presión de turgor como otras especies contemporáneas. A falta de conocer su estructura interna los descubridores de esta especie consideraron las características de los micrófilos y especialmente a la presencia de ganchos curvados para plantear la hipótesis de que Leclercqia uncinata tuviera hábito trepador de modo que los apéndices de las lígulas pudieran servirles para sustentarse en otros vegetales. Sin pruebas concluyentes para ello sí es cierto que esta especie ha aparecido ligada a multitud de vegetales pero en ningún caso se han observado estas características como sí ocurre en otro vegetal contemporáneo Cladoxylon tanaiticum.
Los restos fósiles que permitieron la descripción de la especie y de su género proceden del yacimiento denominado 251 Hill perteneciente a la Formación Hujiersite, cerca del Hoxtolgay Town, Xinjiang, China donde han aparecido otros muchos ejemplos de flora devónica como Lepidodendropsis theodori, Tsaia conica, Leclercqia complexa, Haskinsia hastata, Haskinsia sagittata y Compsocradus sp.. Los estudios geológicos de las lutitas, de la megaflora y de los pólenes del yacimiento han datado los sedimentos como pertenecientes al periodo Givetiense del Devónico Medio.